# Primula monticola
Primula monticola är en viveväxtart som först beskrevs av Hand.-mazz., och fick sitt nu gällande namn av Feng Hwai Chen och C.M. Hu. Primula monticola ingår i släktet vivor, och familjen viveväxter. Inga underarter finns listade i Catalogue of Life.